# وندی وست
وندی وست (انگلیسی: Wendy West) فیلم‌نامه‌نویس و تهیه‌کننده تلویزیونی اهل ایالات متحده آمریکا است. او دو مرتبه نامزد دریافت جایزهٔ انجمن نویسندگان آمریکا و چندین مرتبه نامزد دریافت جوایز امی ساعات پربیننده بوده‌است.
از فیلم‌ها یا مجموعه‌های تلویزیونی که وی در آن‌ها نقش داشته‌است، می‌توان به دکستر، فرابنفش و فهرست سیاه اشاره نمود.